# Victor Caballero
Victor Cabellero (26 de Agosto de 1960) é um ex-tenista profissional paraguaio, que participou dos Jogos Olímpicos de Verão de 1988, caindo na primeira rodada, no evento fez parceria com Hugo Chapacú.